# 阿鼻地獄

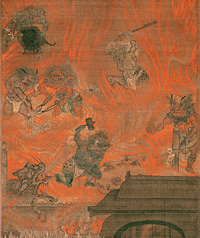
絹本著色六道绘中的阿鼻地狱

阿鼻地獄，也译为無間地獄、金刚地狱。在阿鼻地狱里，罪人将永受苦难，没有间断，所以又被称作“无间地狱”。阿鼻地獄原爲佛教所說，後被道教吸收并加入漢地的民間信仰。

## 词义
“阿鼻”是梵文的音譯，前缀अ-（a-）表示“没有”，वीचि（vīci）表示“波浪；间断”（wave，interval），所以意为“没有波浪的”（without waves）或是“不间断的”（without an interval）。
所谓“阿鼻、无间”，是指地域、时间、痛苦都没有停止，要无休无止地從死而复生、生而又复死地受苦，如有金刚壁垒不能逃离，故也称之为无间地獄、金刚地獄。
依《地藏菩薩本願經》觀眾生業緣品第三，因五種事業感應，故本地獄名為「無間」：
- 一者、日夜受罪，以至劫數，無時間絕，故稱無間。
- 二者、一人亦滿，多人亦滿，故稱無間。
- 三者、罪器叉棒，鷹蛇狼犬，碓磨鋸鑿，剉斫鑊湯，鐵網鐵繩，鐵驢鐵馬，生革絡首，熱鐵澆身，飢吞鐵丸，渴飲鐵汁，從年竟劫，數那由他，苦楚相連，更無間斷，故稱無間。
- 四者、不問男子女人，羌胡夷狄，老幼貴賤，或龍或神，或天或鬼，罪行業感，悉同受之，故稱無間。
- 五者、若墮此獄，從初入時，至百千劫，一日一夜，萬死萬生，求一念間暫住不得，除非業盡，方得受生，以此連綿，故稱無間。

## 佛教說法
阿鼻地獄是“八大地獄”之一，也有人說是十八層地獄的最底一層；阿鼻地獄是地獄中刑期最長的一種，一日有億次死生，往往刑期皆在百億年之久（因中、印曆法不同，因此古時佛經的年跟現在的年長短不同）。
事實上，十八層地獄依據各朝代的說法都不盡相同，十八層地獄原來叫「十八泥犁」，如《十八泥犁經》。佛教傳入中國後，已經跟中國的道教有所結合，六朝時期，佛家對地獄的說法紛歧，自唐朝之後，才有十八層地獄的說法。

## 道教說法
道教吸收十八层地狱的概念後，称地狱由“十殿閻羅王”掌管，阿鼻無間地獄在第九殿，也是十八地獄的最底層，俗稱「第十八層地獄」，由閻王平等王職掌。

## 佛經記載
- 《長阿含經》卷十九「世記經地獄品」：「佛告比丘，此四天下有八千天下圍繞其外，復有大海水周匝圍繞八千天下。復有大金剛山遶大海水，金剛山外，復有第二大金剛山。二山中間，窈窈冥冥，日月神天，有大威力，不能以光照及於彼。彼有八大地獄。其一地獄，有十六小地獄。」
- 《地藏菩薩本願經》卷中「地獄名號第五」：「閻浮提東方有山，號曰鐵圍，其山黑遂，無日月光，有大地獄，號極無間，又有地獄名大阿鼻，復有地獄，名曰四角…」
- 真諦譯《佛說立世阿毘曇論》卷六二「云何品」：「從剡浮提向下二萬由旬，是處無間大地獄。……有地獄名阿毘止。其相猶如大城一切皆是赤鐵。晝夜燒燃恒發光炎。是獄東壁一切赤鐵。晝夜燒燃恒出火炎。西南北壁上下並燃東壁火炎交徹西壁。西壁火炎亦徹東壁。南火徹北北火徹南。上火徹下下火徹上。四方火炎遍滿獄中。」
- 佛陀跋陀羅《佛說觀佛三昧海經》卷五「觀佛心品」：「阿鼻猛火其焰大熾，赤光火焰照八萬四千由旬，從阿鼻地獄上衝大海沃燋山下。」
- 《妙法蓮華經》馬明菩薩品第三十：「於鐵圍山四面外，兩山中間沃燋山下，各有十八地獄; 於大海底，復安十八阿鼻地獄，一四天下并有九十地獄，以為圍遶百億，四天下合九百億地獄，地獄以為眷屬。」
- 《慈悲水懺法》慈悲水懺法卷下：「此獄周帀。有七重鐵城。復有七重鐵網。羅覆其上。下有七重鐵刀為林。無量猛火。縱廣八萬四千由白。罪人之身。偏滿其中。罪業因緣。不相妨礙。上火徹下。下火徹上。東西南北。通徹交過。如魚在鏊。脂膏皆盡。此中罪苦亦復如是。其城四門。有不大銅狗。其身縱廣四千由白。牙爪鋒長。眼如掣電。復有無量鐵嘴諸鳥。奮翼飛騰。噉罪人肉。牛頭獄卒。形如羅剎。而有九尾。尾如鐵叉。復有九頭。頭上十八角。角有六十四眼。一一眼中。皆悉迸出。諸熱鐵丸。燒罪人肉。然其一瞋一怒。哮吼之時。聲如霹靂。復有無量無邊刀輪。空中而下。從罪人頂入。從足而出。於是罪人。痛徹骨髓。苦切肝心。如經無數歲。求生不得。求死不得。」
- 《中阿含》以及《中部》天使經，提到四門大地獄（巴利語：mahāniraya）。在巴利語三藏的註釋書中，注解「大地獄」（Mahā Niraya）常被稱之為阿鼻地獄（Avici）。在巴利語三藏中，阿鼻地獄的名稱，相對出現在比較晚集成的佛典中，如《本生經》第530《商吉遮本生》[1][2]。南傳的法句經故事集，提到提婆達多死後墮於阿鼻地獄[3]。